# جلال الدامجة
جلال سالم الدامجة لاعب كرة قدم دولي ليبي سابق ومدرب كرة قدم حالي من مواليد 1966 ولد في مدينة طرابلس عاش وترعرع في شارع ميزران ومنطقة حي الأندلس  وهو من أصول أمازيغية من مدينة كاباو لعب لمنتخب ليبيا لكرة القدم ونادي الوحدة اعتزل كرة القدم سنة 1999 وانتقل للتدريب سنة 2000.

## بداياته
بدأ مسيرته من أشبال نادي الوحدة بشارع ميزران سنة 1977 وتدرج حتى وصل لصفوف الفريق الأول سنة 1982 لعب لمنتخب الأواسط في ليبيا واستدعي أيضا لتمثيل منتخب ليبيا لكرة القدم الأول سنة 1984 ولعب عدد كبير من المباريات وكان يحمل شارة القيادة في عدد منها.

## إحصائياته
- لعب للمنتخب الوطني في 50 مباراة.
- سجل مع نادي الوحدة أكثر من 100 هدف.
- تلقى عدة عروض من أندية مميزة في الدوري الليبي وفرق عربية وأيضا عرضين من إيطاليا لكنه كان وفي لناديه الأم الوحدة.

## الفرق التي دربها
- نادي الشباب الوحدوي - طرابلس وهو أول نادي دربه الدامجة وصعد به للممتاز .
- نادي الوحدة - صعد به للدوري الممتاز على 3 فترات متقطعة وتحصل معه على الترتيب الثالث في الموسم الرياضي 2013-2014 .
- نادي خليج سرت وصعد به أيضا للدوري الممتاز لأول مرة في تاريخه.
- نادي وفاق صبراتة وصعد به للممتاز.
- نادي اليرموك الليبي - جنزور.
- نادي رفيق - مدينة صرمان.
- نادي أبي الأشهر - تاجوراء وأظهر وأبرز هذا النادي بعد أن كان شبه مجهول الهوية.
- منتخب ليبيا لكرة القدم من أكتوبر 2016 إلى أكتوبر 2017 وحقق معه نتائج جيدة جدا لعل أبرزها الفوز على المنتخب الجزائري في الجزائر لأول مرة في تاريخ الكرة الليبية.
- نادي الاتحاد المصراتي.
- منتخب ليبيا لكرة القدم مجددا بعد فترته الأولى.
- نادي السويحلي مصراته.
- نادي التعاون اجدابيا.
- نادي خليج سرت.

## وصلات خارجية
- خبر تعاقد نادي أبي الأشهر مع المدرب جلال الدامجة لتدريب الفريق الأول بالنادي - موقع كووورة
- اللاعب الدولي الأسبق ومدرب فريق الوحدة جلال الدامجة في حوار مع صحيفة قورينا (الخبر منشور سنة 2010)- موقع الرياضة الليبية
- الدامجة: بالأشهر مفاجأة الدوري الليبي لهذه الأسباب - موقع المركز الوطني لدعم القرار